# Plein sud (film, 1961)
Pour les articles homonymes, voir Plein sud.
Pour plus de détails, voir Fiche technique et Distribution.
Plein sud est un film belge réalisé par Gaston de Gerlache de Gomery, sorti en 1961.

## Synopsis
L'histoire d'une expédition désastreuse en Antarctique.

## Fiche technique
- Titre : Plein sud
- Réalisation : Gaston de Gerlache de Gomery
- Pays :  Belgique
- Genre : Documentaire
- Dates de sortie : 
  -  France : 5 (festival de Cannes)

## Distinctions
Le film a été présenté en sélection officielle en compétition au Festival de Cannes 1961.